# Edward Williams
Edward Gordon Williams, född 20 juli 1888 i Honiton, död 12 augusti 1915, var en brittisk roddare.
Williams blev olympisk bronsmedaljör i åtta med styrman vid sommarspelen 1908 i London.